# Patricia Rosas Chávez
Patricia Rosas Chávez (Ciudad de México, 20 de septiembre de 1970) obtuvo el grado de doctora en “Ciudad, Territorio y Sustentabilidad” en el Centro Universitario de Arte, Arquitectura y Diseño (CUAAD) de la Universidad de Guadalajara y la maestría en Políticas Públicas por el Instituto Tecnológico Autónomo de México (ITAM). Es miembro del Sistema Nacional de Investigadores. Sus temas de estudio se enfocan en las políticas públicas, la innovación educativa y la literacidad. Actualmente funge como la primera rectora del Centro Universitario de Chapala (CUChapala), para el periodo 2025-2028.
Es profesora del Departamento de Políticas Públicas del Centro Universitario de Ciencias Económico Administrativas (CUCEA) de la Universidad de Guadalajara y miembro del Cuerpo Académico Innovación Educativa y Nuevas Literacidades.
En agosto de 2024, Ricardo Villanueva Lomelí, rector general de la Universidad de Guadalajara, designó a Patricia Rosas Chávez como coordinadora ejecutiva del CUChapala.Dentro del marco de sus actividades ha inaugurado su nueva biblioteca y sala de computación que cuenta con 18 computadoras.
En mayo de 2025, toma protesta como rectora del CUChapala

## Formación académica
Abogada, maestra en Políticas Públicas por el ITAM, doctora en Ciudad, Territorio y Sustentabilidad por la Universidad de Guadalajara. 
Cursó un posgrado en Técnico de Formación ON-Line y en Tutorías Académicas y de la Universidad Oberta de Catalunya y diplomada en tutoría Académica por la Universidad de Guadalajara-ANUIES. Especialista en Gestión de ambientes virtuales de aprendizaje por la Universidad de Guadalajara.

## Trayectoria
Dentro de la Universidad de Guadalajara se ha desempeñado como Coordinadora de la Maestría en Tecnologías para el Aprendizaje, y como Coordinadora de Innovación Educativa y Pregrado desde donde participó en diversas iniciativas con organismos internacionales y con la Secretaría de Educación Pública en relación con los resultados de aprendizaje, desarrollo de competencias y comunidades digitales de aprendizaje; iniciativas como: el Estudio de Factibilidad para Evaluar los Resultados de Aprendizaje en la Educación Superior (AHELO) con la OCDE, Las Comunidades Digitales de Aprendizaje en la Educación Superior (CODAES), y El Desarrollo y Evaluación de Competencias para el Aprendizaje en la Educación Superior (DESCAES).
Es fundadora del Programa universitario de fomento a la lectura "Letras para Volar" desde donde ha impulsado el amor por las letras, el acceso a los libros, y el desarrollo de la competencia de lectoescritura. Mediante este programa consiguió el apoyo de Fernando del Paso, Hugo Gutiérrez Vega, y Fernando Carlos Vevia Romero para realizar las colecciones literarias de narrativa, poesía y ensayo que con tirajes masivos acercan la lectura a los universitarios. 
También es fundadora y Directora del Instituto Transdisciplinar en Literacidad (ITRALI) adscrito al CUAAD de la UdeG cuyo propósito es realizar investigación para generar conocimiento y formar recursos humanos de alto nivel para responder al problema de la lectura, la escritura, y el escaso desarrollo de múltiples literacidades, para mejorar la educación y que la literacidad ocupe un lugar de primera importancia en la agenda pública y de gobierno como derecho fundamental de los mexicanos. Desde donde dirige diversas investigaciones relacionadas con la lectoescritura y la urbaliteracidad. 

## Programa universitario de fomento a la lectura "Letras para Volar"
Letras para volar surgió en 2010 como resultado de una colaboración entre la Universidad de Guadalajara y la Fielding Graduate University. El objetivo principal del programa es llevar la lectura y sus beneficios a todos los niños en edad escolar. El programa se fundamente en cuatro pilares filosóficos: amor por las letras; rescate de las tradición ancestrales, relacionadas, al sentido de la amistad, el arte colorido y el respeto a la naturaleza; el amor por la ciencia y la justicia social y solidaridad.
El principal motor y fuerza del programa son los prestadores de servicio social, quienes reciben una capacitación donde aprenden y desarrollan las competencias para ser promotores de lectura y llevar el amor por las letras a niños de escuelas primarias, secundarias, hospitales civiles y asociaciones civiles. Posteriormente la labor se extendió a bachillerato y licenciatura. En 2017 se han beneficiado alrededor de 55,000 niños y jóvenes, que fueron atendidos en brigadas comunitarias, casas hogar, hospitales civiles, estaciones del tren ligero, y ferias.
Entre los principales proyectos que se enmarcan en este programa universitario se encuentran:
El periódico infantil La gacetita. Publicación mensual dirigida a niños y niñas de entre 7 y 12 años de edad, en la que se hace difusión sobre literatura, arte, naturaleza, ciencia, tecnología, entre otros. El Comité Editorial de este periódico lo conforman destacados personajes del ámbito literario como Jorge Souza, Carmen Villoro, Alfredo Tomás Ortega y Sayri Karp.
La Semana Académica a lo largo de una semana especialistas, estudiantes, profesores y público en general, se reúne para escuchar y compartir experiencias y avances de investigaciones encaminadas a la reflexión y generación de conocimiento para hacer frente a los niveles de lectoescritura de niños y jóvenes.
A través del Salón Crí-crí, Letras para Volar a colaborado en la feria del libro de Los Ángeles LéaLA en sus ediciones ediciones 2011, 2012 y 2015
Para promover la lectura y mejorar las habilidades de escritura y comunicación de estudiantes de bachillerato, se creó una estrategia basada en una serie de didácticas lúdicas para la promoción de la lectoescritura, llamada Caja de Letras
En abril de 2017 se realizó el 1er. Festival Literario un evento para conmemorar el Día Mundial del Libro. Se realizó un desfile de carros alegóricos con temas literarios en el que participaron escuelas primarias, preparatorias públicas y privadas, y asociaciones civiles.
El Programa Universitario de Fomento a la Lectura Letras para Volar tiene como objetivos fomentar el gusto por la lectura y facilitar su acceso de estudiantes de educación primaria y secundaria.

## Publicaciones
Ha sido coordinadora de libros, coautora y autora de publicaciones académicas:
- Rosas Chávez, P. & Rizo Contreras, Z. (2012). El Abordaje de los problemas sociales desde la multidisciplinariedad. COGNICIÓN, Fundación Latinoamericana para la educación a Distancia Año 8, No 36 Edición Especial 2012. Mendoza, Argentina. ISSN:1850-1974.
- Rosas Chávez, P. & Montes Rodríguez, V.M. (2012). El Tema de Seguridad en la Escuela: Caso Preparatoria No 2. COGNICIÓN, Fundación Latinoamericana para la Educación a Distancia. Año 8, No 36 Edición 2012, Mendoza, Argentina. ISSN: 1850-1974.
- Orozco Aguirre, Ma. del S., Rosas Chávez, P. & Montes Rodríguez, V.M. (2012). La Seguridad Ciudadana y la Libertad Intelectual: Caso Tala. COGNICIÓN, Fundación Latinoamericana para la educación a Distancia. Año 8, No 36, Edición Especial 2012, Mendoza, Argentina. ISSN:1850-1974
- Rosas Chávez, P. (2012). Entrevista. COGNICIÓN, Fundación Latinoamericana para la educación a Distancia. Año 8, No 36, Edición Especial 2012, Mendoza, Argentina. ISSN:1850-1974.
- Rosas Chávez, P., Ramírez Martínez, M.A., Daza Ramírez, M.T., Orozco Aguirre, Ma. del S., Sanchez Lozano, L.M. & Beracoechea Hérnandez, A. (2012). Plan de Desarrollo Institucional. Universidad de Guadalajara
- Bocciolesi, E., Rosas Chávez, P., Cobián, S. (2016) Competencia lectora. La complejidad de un lenguaje intercultural hacia la creatividad[17]. en Tecnología, Educación y Diversidad en las Organizaciones Innovadoras. Editores: Domínguez Garrido, M.C., Cacheiro González, M.L. y Dulac Ibergallartu, J. ANAYA-UNED, Madrid, 2016 ISBN 978-84-608-8721-8 1

Libros
- Rosas Chávez, P., Orozco Aguirre, Ma. del S., Mora Navarro, M.A. & Sau Sierralta, J.P. (2011). "LAS ARTES, Recursos y espacio de expresión para bachilleres. Experiencia: Preparatorio No 2 de la Universidad de Guadalajara". México: Página Seis S.A. de C.V. ISBN 978-607-7768-50-0
- Rosas Chávez, P. (Comité Organizador). (2011).1er Congreso Internacional de Jóvenes Universitarios. México, Guadalajara: Amaya Ediciones. ISBN 978-607-8072-27-9
- Bravo Padilla, I. T., Rosas Chávez, P. (2012). Segundo Congreso Internacional de Jóvenes Universitarios: Memorias. México, Guadalajara: Amaya ediciones. ISBN 9786078072514.
- Rosas Chávez, P., Guzmán Sánchez, C.C. (2012). Aportaciones del Comité de Pares para la Autoevaluación Institucional de la Universidad de Guadalajara a la calidad de la Educación Superior: Experiencias planteamientos teóricos y conceptuales. México, Guadalajara. Editorial página seis. ISBN 9786077768203.
- Rosas, P., Ramírez, M., Orozco, Ma. del S., Martínez, A., Losoya, L., Gutiérrez, M., Martínez, A., Romero, M., González, C., Aguiar, M., Piña, F., De la Rosa, M., Ramos, S., González, J., Hernández, S. (2013). El impacto de la tutoría en las instituciones de la región centro occidente de la ANUIES. México: AMAYA EDICIONES. ISBN 9786078072446.
- Rosas Chávez, P., Sánchez Gómez, R., & Suárez Michel, M., (2015). Reporte Nacional de la rama de habilidades genéricas del estudio de factibilidad AHELO-MÉXICO OCDE. Secretaría de Educación Pública.

## Premios y distinciones
Entre sus premios y distinciones más destacadas se encuentran:
En 2016 recibió una distinción por sus 25 años de labor docente en la Universidad de Guadalajara (15 de mayo del 2016). Este mismo año recibió un reconocimiento a Perfil Deseable para el período 23 de julio de 2016 a 22 de julio de 2019.
En 2014 recibió un reconocimiento por su destacada participación en la creación de la Red Universitaria de Jalisco (12 de noviembre de 2014).
En 2011, junto con la Dra. Yolanda Gayol y el Dr. Alejandro Uribe, recibió por parte de The Cambridge Internacional Conference on Open, Distance and e-learning Certity el reconocimiento y premio "best paper award" por el artículo "International Collaboration for Social Justice through Immersive Worlds: the US-México program Letras para Volar" (27 de septiembre de 2011).
En 2010 recibió el reconocimiento de excelencia a la tesis “Estudio de caso de las capacidades institucionales de organizaciones que gestionan aprendizaje electrónico en la presencia territorial de la Universidad de Guadalajara” para obtener el grado de doctora en Ciudad, Territorio y Sustentabilidad por la Universidad de Guadalajara (29 de abril de 2010).